# Gmina Krasiczyn
Die Gmina Krasiczyn ist eine Landgemeinde im Powiat Przemyski der Woiwodschaft Karpatenvorland in Polen. Ihr Sitz ist das gleichnamige Dorf mit etwa 440 Einwohnern.

## Gliederung
Zur Landgemeinde (gmina wiejska) Krasiczyn gehören folgende 15 Dörfer mit einem Schulzenamt:
Brylińce
Chołowice
Cisowa
Dybawka
Korytniki
Krasice
Krasiczyn
Krzeczkowa
Mielnów
Olszany
Prałkowce
Rokszyce
Śliwnica
Tarnawce
Zalesie

## Bauwerke
- Schloss Krasiczyn

## Persönlichkeiten
- Adam Stefan Sapieha (1867–1951), Erzbischof von Krakau.